# Dorniger Wimperbock
Der Dornige Wimperbock (Pogonocherus hispidus) oder Rauer Wimperbock ist ein Käfer aus der Familie der Bockkäfer (Cerambycidae).

## Merkmale
Der Käfer trägt auf jeder Flügeldecke drei kräftige Längsrippen, auf der hinteren Hälfte der bei der Flügeldeckennaht sitzenden Längsrippe befinden sich kleine Haarpinsel, daher der Name Wimperbock. Bei P. hispidus sind es zwei dunkle Haarbüschel. Ein weiterer Haarbüschel sitzt auf jeder Seite auf den kräftig ausgebildeten Basalhöcker der Flügeldecken. Auch der Halsschild hat oben zwei Höcker, die kräftig ausgebildet sind und glänzen. Außerdem sitzen seitlich am Halsschild je ein leicht nach hinten gebogener Dorn. Insgesamt wirkt der Käfer knorrig.
Der Dornige Wimperbock ist vier bis sechs Millimeter lang. Die Fühlerglieder sind an der Basis hellbraun und werden dann dunkler, sodass sie geringelt erscheinen. Auch an den Beinen wechseln hellere und dunklere Bereiche. Dies trägt zur Tarnung des meist unbeweglich verharrenden Tieres bei. Vorn auf den Flügeldecken befindet sich eine breite helle Querbinde. Die Flügeldecken sind hinten außen zu einer Spitze ausgezogen, worauf der Name Dorniger Wimperbock zurückgeführt werden kann.
Sehr ähnlich ist der Doppeldornige Wimperbock (Pogonocherus hispidulus). Bei ihm ist jedoch nicht nur der Außenwinkel, sondern auch der Innenwinkel der Flügeldecken an der Flügeldeckennaht zu einem spitzen Zähnchen ausgezogen.

## Vorkommen
Man findet den Käfer in Mittel- und Südeuropa von der Ebene bis in subalpine Lagen, Nordafrika und Kaukasus. Die Larven leben in einem breiten Spektrum von Laubbäumen und Büschen und wurden sogar im Stängelmark von Topinambur (Helianthus tuberosus) gezüchtet. Den Käfer kann man von Mai bis Oktober an dürren Zweigen und Ästen finden.